# John Sawers
John Sawers, né le 26 juillet 1955 à Warwick au Royaume-Uni, est un agent de renseignement, diplomate et fonctionnaire britannique. Du 1er novembre 2009 au 1er novembre 2014, il occupait la fonction de chef du Secret Intelligence Service (MI6).

## Carrière
Il a étudié la physique et la philosophie à l'université de Nottingham et a effectué plus tard des séjours aux universités de St Andrews, Witwatersrand et Harvard.
Sawers rejoint le Bureau des Affaires étrangères et du Commonwealth en 1977. Au début de sa carrière, il a travaillé au Yémen et en Syrie pour le compte du MI6. Il devient le représentant politique (« political officer ») du Royaume-Uni à Damas en 1982. 
De janvier 1999 à l'été 2001, il a été le secrétaire privé des affaires étrangères auprès du Premier ministre Tony Blair, chargé de tous les aspects de la politique étrangère et de défense et travaillant en étroite collaboration avec ses homologues internationaux, notamment durant la guerre du Kosovo. Il a également travaillé au processus de pacification en Irlande du Nord et à la mise en œuvre de l'Accord du Vendredi Saint,.
Il occupa de 2001 à 2003 la fonction d'ambassadeur du Royaume-Uni en Égypte, puis, jusqu'en 2007 de directeur général des affaires politiques au Bureau des Affaires étrangères et du Commonwealth, et, de 2007 à 2009, du Représentant permanent du Royaume-Uni aux Nations unies.
De 2009 à 2014, il dirige le Secret Intelligence Service, succédant à Sir John Scarlett. Pendant la guerre civile syrienne, Sawers soutint le Chef d’État-major des armées (le général David Richards) dans l'élaboration d'un projet d'entraînement et d'équipement d'une armée rebelle syrienne de 100 000 personnes, afin de renverser le président Bachar el-Assad. Ce projet était pensé comme une alternative au projet du gouvernement d'intervention militaire directe. Le projet de David Richards fut rejeté par le Conseil de Sécurité National du Royaume-Uni, car jugé trop ambitieux. Finalement, le 29 août 2013, le Parlement a refusé de soutenir le plan du gouvernement de participer aux frappes militaires contre le gouvernement syrien. 
En novembre 2014, Sawers annonce son intention de démissionner de son poste. Il est remplacé par Alex Younger (en).
Alors qu'il était déjà Chevalier-commandeur de l'Ordre de Saint-Michel et Saint-Georges (KCMG), il est nommé Chevalier grande-croix de l'Ordre de Saint-Michel et Saint-Georges (GCMG) lors de la cérémonie de décernement de titres et distinctions honorifiques l'occasion de la nouvelle année de 2015 (« the 2015 New Year Honours ») pour services rendus à la sécurité nationale.
Il rejoint le conseil d'administration de la compagnie pétrolière BP le 14 mai 2015,.